# الدانیز عزیزلی
الدانیز عزیزلی (به ترکی آذربایجانی: Eldəniz Əzizli،  زادهٔ ۲۰ آوریل ۱۹۹۲) کشتی‌گیر فرنگی‌کار تیم ملی آذربایجان است.
از افتخارات وی می‌توان به کسب چهار مدال طلا در مسابقات قهرمانی کشتی جهان ۲۰۱۸ و مسابقات قهرمانی کشتی جهان ۲۰۲۲ و مسابقات قهرمانی کشتی جهان ۲۰۲۳ و مسابقات قهرمانی کشتی جهان ۲۰۲۴ و دو مدال برنز در مسابقات قهرمانی کشتی جهان ۲۰۱۹ و مسابقات قهرمانی کشتی جهان ۲۰۲۱ اشاره کرد.

## فعالیت حرفه‌ای

### قهرمانی کشتی جهان ۲۰۱۸
عزیزلی در وزن ۵۵ کیلو مسابقات قهرمانی کشتی جهان ۲۰۱۸ بوداپست حاضر بود که پس از غلبه بر جوزف آندراسی از مجارستان، کااو لیگو از چین، شوتا تاناکورا از ژاپن و نوگزاری تسورتسومیا از گرجستان به فینال رسید. وی در فینال ژولامان شارشنبکوف از قرقیزستان را شکست داد و مدال طلا وزن ۵۵ کیلوگرم را به‌دست آورد.

### قهرمانی کشتی جهان ۲۰۱۹
عزیزلی در وزن ۵۵ کیلوگرم کشتی فرنگی مسابقات قهرمانی کشتی جهان ۲۰۱۹ نورسلطان حاضر بود که در مسابقه‌های اول و دوم مانجت چهار از هند و مونخ-اردنین داواباندی از مغولستان را شکست داد اما در نیمه نهایی به خورلان ژاکانشا از قزاقستان باخت و به دیدار رده‌بندی رفت. وی در دیدار رده‌بندی مکس نوری از آمریکا را شکست داد و مدال برنز وزن ۵۵ کیلوگرم را به‌دست آورد.

### قهرمانی کشتی جهان ۲۰۲۱
عزیزلی در وزن ۵۵ کیلوگرم کشتی فرنگی قهرمانی کشتی جهان ۲۰۲۱ اسلو شرکت کرد، او در مسابقه‌های اول و دوم کوریون صحرادیان از اوکراین و سرداربک کنوشبایف از قرقیزستان را شکست داد اما در نیمه نهایی به کن ماتسوی از ژاپن باخت و به دیدار رده‌بندی رفت. وی در دیدار رده‌بندی اکرم اوزتورک از ترکیه را شکست داد و مدال برنز را به‌دست آورد.

### قهرمانی کشتی جهان ۲۰۲۲
عزیزلی در وزن ۵۵ کیلوگرم کشتی فرنگی قهرمانی کشتی جهان ۲۰۲۲ بلگراد شرکت کرد، او در این مسابقات جیووانی فرنی از ایتالیا، یو شیوتانی از ژاپن و مکس نوری از آمریکا را شکست داد و به فینال رسید. وی در فینال نوگزاری تسورتسومیا از گرجستان را شکست داد و مدال طلا را به‌دست آورد.

### قهرمانی کشتی جهان ۲۰۲۳
عزیزلی در وزن ۵۵ کیلوگرم کشتی فرنگی قهرمانی کشتی جهان ۲۰۲۳ بلگراد شرکت کرد، او در این مسابقات تایگا اونیشی از ژاپن، مارلان موکاشف از قزاقستان و پویا دادمرز از ایران را شکست داد و به فینال رسید. وی در فینال نوگزاری تسورتسومیا از گرجستان را شکست داد و مدال طلا را بدست آورد.

### قهرمانی کشتی جهان ۲۰۲۴
عزیزلی در وزن ۵۵ کیلوگرم کشتی فرنگی قهرمانی کشتی جهان ۲۰۲۴ تیرانا شرکت کرد، او در این مسابقات باجرام سینا از آلبانی، ژانگ هایفنگ از چین و دنیس میهای از رومانی را شکست داد و به فینال رسید. وی در فینال پویا دادمرز از ایران را شکست داد و مدال طلا را بدست آورد.